# Kärrdals kyrka
Kärrdals kyrka, Kärdla kirik, är en kyrkobyggnad i Kärrdal på ön Dagö i Estland.

## Kyrkobyggnaden
På samma plats där ett träkapell tidigare stått uppfördes nuvarande stenkyrka åren 1860 - 1863. Kyrkan tillägnades Johannes Döparen. Kyrktornet av trä tillkom 1929. Kyrkan har en stomme av kalksten och består av ett långhus med smalare polygonalt kor i öster. Väggarna är vitkalkade invändigt och utvändigt. Vid långhusets västra kortsida finns kyrktornet med entré.

## Inventarier
- Altartavlan "Kristus på korset" är från 1889.
- Orgeln som köptes in år 1904 är tillverkad av E.F. Falker.

## Bildgalleri

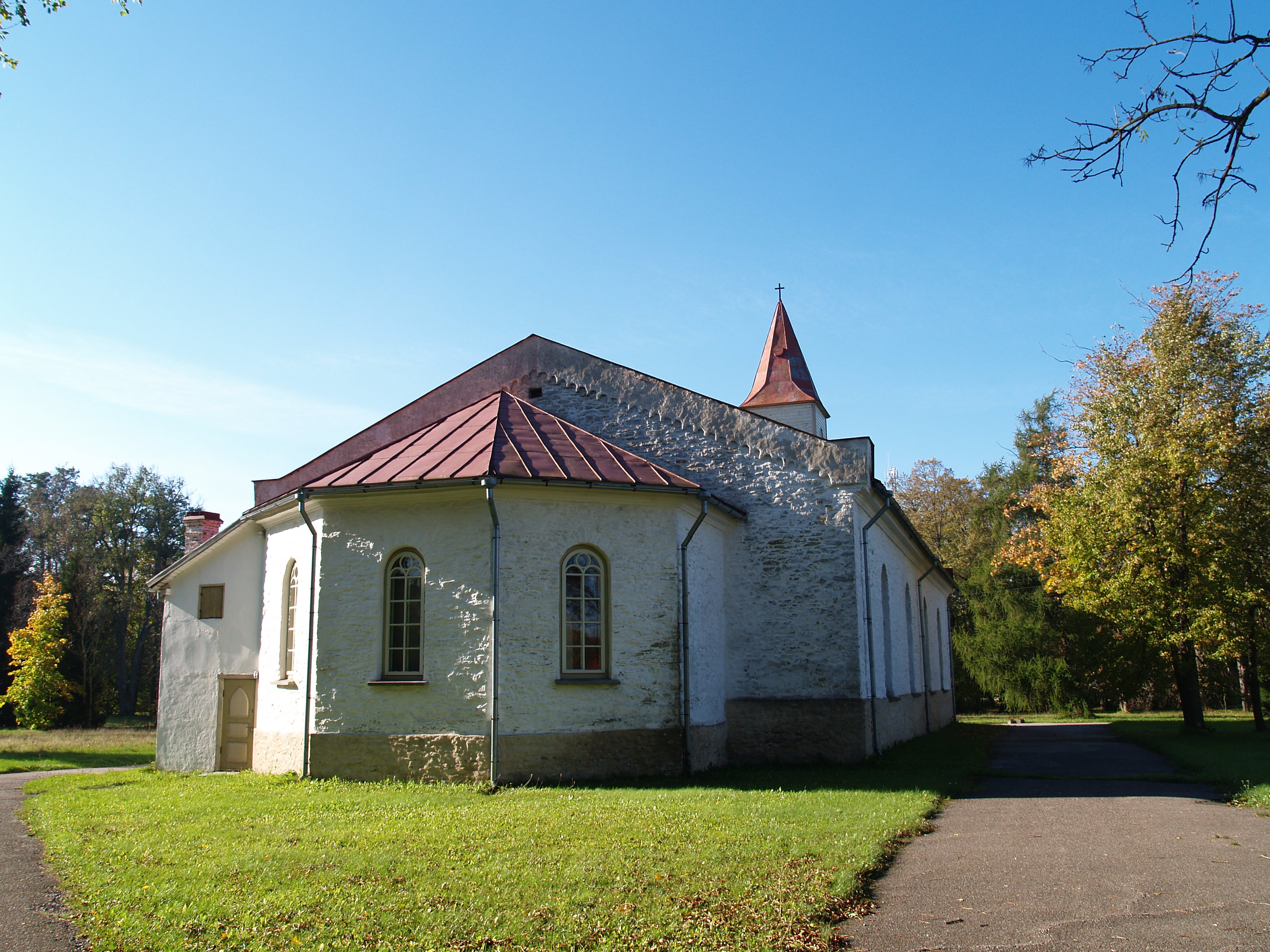
Kyrkan från öster
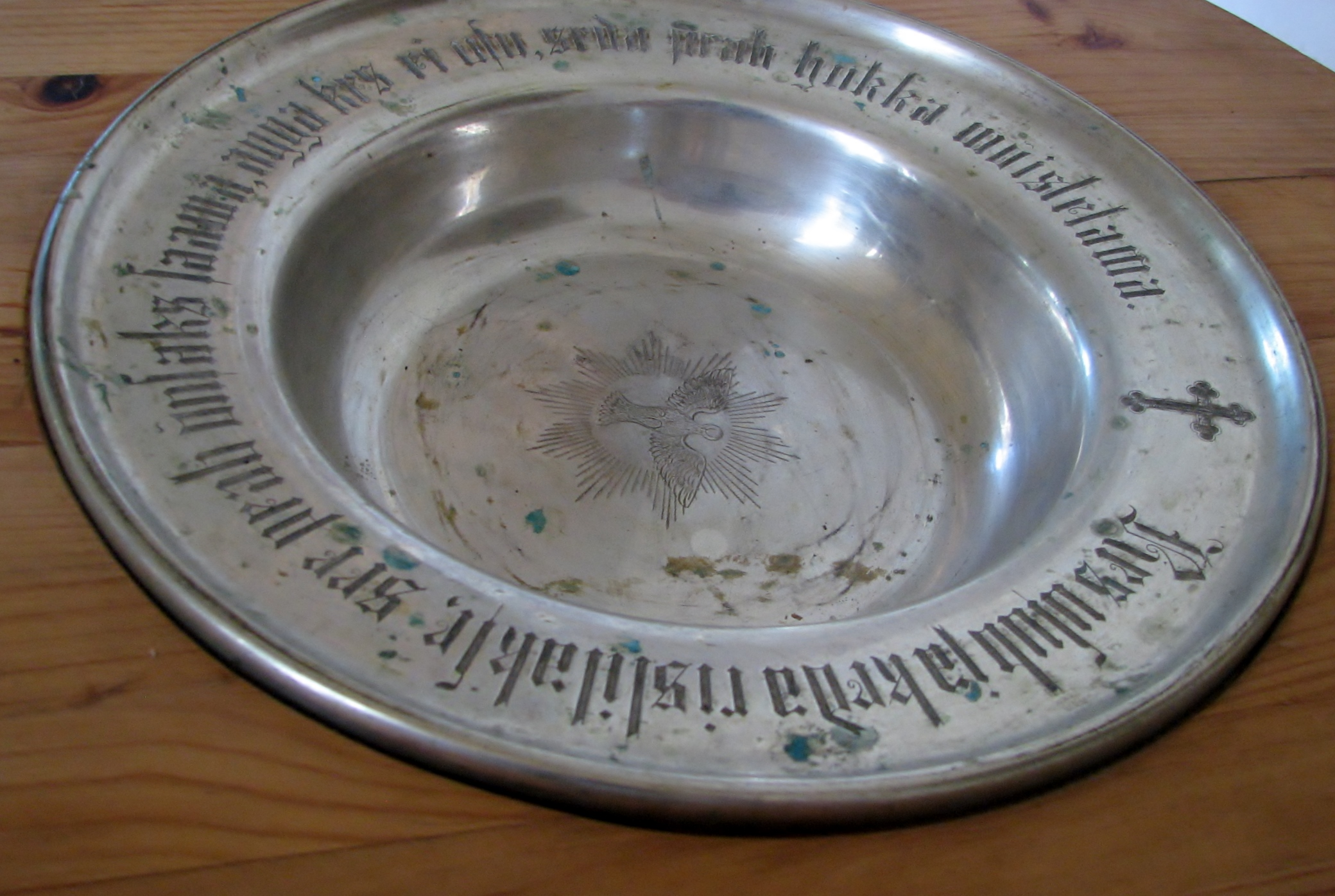
Dopfuntens dopfat.
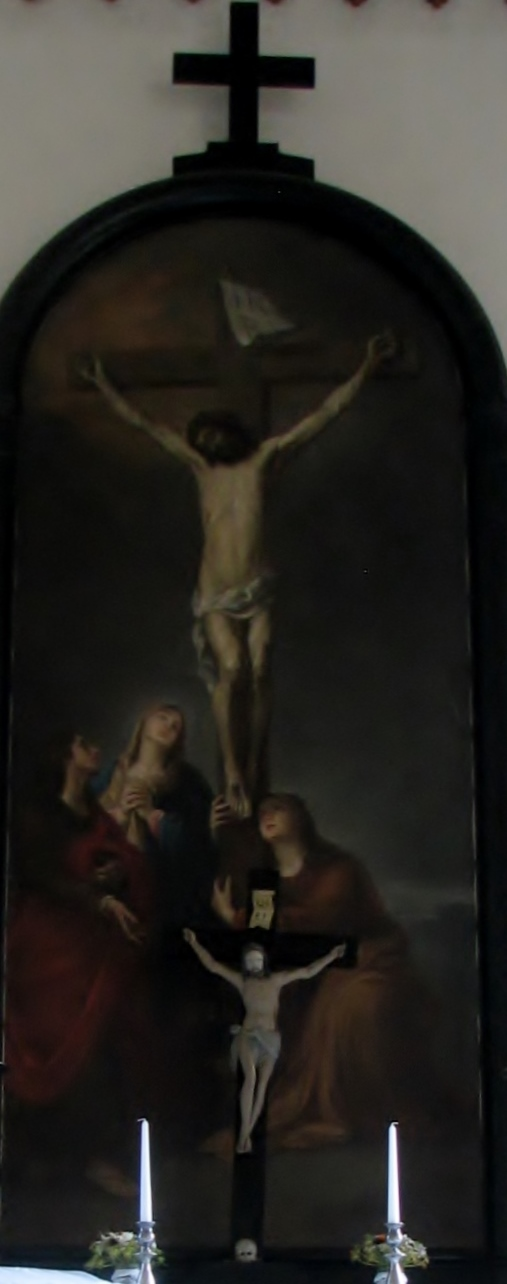
Altartavla.